# 3445 Pinson
3445 Pinson (1983 FC) là một tiểu hành tinh vành đai chính được phát hiện ngày 16 tháng 3 năm 1983 bởi E. Barr ở trạm Anderson Mesa thuộc Đài thiên văn Lowell.